# نقش حران
نقش حران هو إهداء مسيحي ثنائي اللغة العربية-يونانية في ذكرى الاستشهاد في قرية حران ، التي تقع في مدينة السويداء (جنوب دمشق ) في سوريا . يعود تاريخها إلى 567-568.
يحتوي النقش على قسم واحد باللغة اليونانية وآخر باللغة العربية القديمة ، وعلى الرغم من تداخل المحتوى بين الاثنين، إلا أن هناك أيضًا اختلافات جوهرية. ربما كان استخدام اللغة العربية في تكوين النقش مهمًا للهوية الثقافية للمؤلفين، وإلا كانت اللغة اليونانية هي اللغة الإمبراطورية للإمبراطورية البيزنطية التي كانت تسيطر على المنطقة في ذلك الوقت. 

## النص
النص التالي هو من ترجمة جورج بيفان. 

### اليونانية
أسرائيل بن طالموس الفيلارك أسس صرح الشهيد القديس يوحنا هذا في السنة الأولى من الإفتاء سنة 463.112 ليتذكر الكاتب

### العربي
1. انا شراحيل بن طلمو بنيت ذا (هذا) المرطول

 2. سنت (سنة) 463 [568ميلادي] بعد مفسد
3. خيبر

 4. بعم (بعام)

## الوصف والتفسير
تم تسمية شخصيتين في النقش: المنشئ شراحيل بن طلمو، الذي يحمل اللقب العسكري فيلارك ، والقديس يوحنا، الذي أهدى له الشهادة.  الاسم شراحيل، موجود أيضًا في نقش عربي مبكر آخر، تم العثور عليه في كنيسة في كنيدوس، قبرص، ويرجع تاريخه إلى نهاية القرن السابع. في القرن الثامن فصاعدًا، أصبحت الشهادات بهذا الاسم أكثر شيوعًا.  يحتوي الجزء العربي من النقش على هذه المعلومات، بالإضافة إلى أنه تم بناؤه بعد عام واحد من "مفسد خيبر "، ولا يُعرف عنها سوى القليل باستثناء أنه مذكور أيضًا في كتاب المعارف لابن قتيبة (828-889).  على عكس نسخة ابن قتيبة، يقرأ مايكل ماكدونالد النقش على أنه يشير إلى تمرد من جانب خيبر بدلاً من ان تكون غزوة. 

## البيئة اللغوية
إلى جانب نقش حران، فإن الاستخدامين الوحيدين الآخرين المعروفين للخط العربي في سوريا هما نقش زبد ونقش جبل صايص ، اللذين يعود تاريخهما أيضًا إلى القرن السادس.  وعلى غرار نقش حران، يحتوي نقش زبد أيضًا على أقسام باللغتين اليونانية والعربية، والسريانية أيضًا. تم وضع هذا في سياق التواصل والتعرض بين المجتمعات العربية واليونانية والسورية في العصور القديمة المتأخرة. 

## طالع أيضًا
- نقش زبد
- نقش ري الزلالة